# 南宋文範
《南宋文範》是清代莊仲方編，甄錄南宋詩文傑作的選集，凡70卷、外編4卷。
《南宋文範》上繼呂祖謙《宋文鑑》，分類和编排大致上與《宋文鑑》相同，卷一與卷二收〈賦〉42篇，卷三與卷四收〈騷〉、〈辭〉、〈樂章樂歌〉、〈四言詩〉、〈樂府歌行〉共119篇，卷五至卷九收〈五、七言古體詩〉442篇，近體詩賦準《唐文粹》例概不採錄。卷十至卷七十收各家文章1100餘篇。外编則是編者認為其文雖不足入選，但或以人存，或以事存，及世間傳誦已久者，共錄47篇。
卷首有《采取書目》，以及《作者考》上、下，列舉作者文天祥、陈东、辛弃疾、谢枋得、邓牧、谢翱、王炎午等300餘人爵里生平。南北宋間人，《宋文鑑》已選者即不列入，惟宋人入元不仕者，如家铉翁、金履祥等，雖蘇天爵《元文類》已錄其文，亦加採擇，以從其志。
本書編成於道光中，有光緒14年（1888年）江蘇書局刻本。臺灣鼎文書局民國64年（1975年）影印本上、下二冊，與董兆熊《南宋文錄錄》合刊。

## 總目
- 卷一 - 賦二十二篇
- 卷二 - 賦二十篇
- 卷三 - 騷七篇、辭八篇、樂章樂歌十九篇、四言七篇
- 卷四 - 樂府歌行七十八篇
- 卷五 - 五言古詩九十六篇
- 卷六 - 五言古詩八十九篇
- 卷七 - 五言古詩九十九篇
- 卷八 - 七言古詩九十六篇
- 卷九 - 七言古詩六十二篇
- 卷十 - 詔勅三十二篇、冊文一篇、批答三篇、赦文一篇
- 卷十一 - 制誥二十五篇、檄一篇
- 卷十二 - 奏疏十四篇
- 卷十三 - 奏疏十七篇
- 卷十四 - 奏疏十一篇
- 卷十五 - 奏疏十三篇
- 卷十六 - 奏疏十四篇
- 卷十七 - 奏疏九篇
- 卷十八 - 奏疏十一篇
- 卷十九 - 奏疏十四篇
- 卷二十 - 奏疏十二篇
- 卷二十一 - 奏疏十一篇
- 卷二十二 - 奏疏九篇
- 卷二十三 - 奏疏九篇
- 卷二十四 - 奏疏十篇
- 卷二十五 - 奏疏九篇、繳指揮一篇
- 卷二十六 - 進故事十篇、經筵講義二篇
- 卷二十七 - 表二十九篇
- 卷二十八 - 表二十八篇
- 卷二十九 - 箋二篇、啟二十篇
- 卷三十 - 啟二十一篇
- 卷三十一 - 書十三篇
- 卷三十二 - 書十八篇
- 卷三十三 - 書十五篇
- 卷三十四 - 書十七篇
- 卷三十五 - 書十六篇
- 卷三十六 - 箴三篇、銘十二篇、頌六篇、贊六十四篇
- 卷三十七 - 廟碑六篇
- 卷三十八 - 御試策一篇
- 卷三十九 - 試策三篇
- 卷四十 - 策問二十四篇
- 卷四十一 - 策問十八篇
- 卷四十二 - 記二十一篇
- 卷四十三 - 記二十三篇
- 卷四十四 - 記十九篇
- 卷四十五 - 記十六篇
- 卷四十六 - 記二十篇
- 卷四十七 - 序十七篇
- 卷四十八 - 序二十篇
- 卷四十九 - 序二十二篇
- 卷五十 - 序十八篇
- 卷五十一 - 序十九篇
- 卷五十二 - 策九篇、議五篇
- 卷五十三 - 論二十四篇
- 卷五十四 - 論十九篇
- 卷五十五 - 論十三篇
- 卷五十六 - 論十二篇
- 卷五十七 - 論十四篇
- 卷五十八 - 說十八篇
- 卷五十九 - 言四篇、辨一篇、解一篇、史斷二篇、義一篇、答問一篇、講義一篇
- 卷六十 - 題跋四十五篇
- 卷六十一 - 題跋四十篇
- 卷六十二 - 題跋十七篇、勸諭文五篇、祈謝文二篇、上梁文八篇
- 卷六十三 - 祭文二十六篇、哀詞一篇、諡議三篇
- 卷六十四 - 行狀七篇、傳記五篇、書事七篇
- 卷六十五 - 墓銘十四篇
- 卷六十六 - 墓銘十二篇
- 卷六十七 - 墓銘八篇
- 卷六十八 - 墓銘十三篇
- 卷六十九 - 墓表墓碣七篇、神道碑二篇
- 卷七十 - 神道碑三篇

外編
- 卷一 - 制一篇、奏疏十五篇
- 卷二 - 奏疏三篇、啟一篇、書五篇
- 卷三 - 書七篇、銘二篇、記四篇
- 卷四 - 序三篇、辨二篇、雜著一篇、薦疏一篇、祭文一篇

## 腳注
1. 1 2 3  莊仲方《南宋文範》體例